# Aceratium megalospermum
Aceratium megalospermum là một loài thực vật có hoa trong họ Côm. Loài này được (F.Muell.) Balgooy mô tả khoa học đầu tiên năm 1963.